# Fálani
Fálani är en ort i Grekland.   Den ligger i prefekturen Nomós Larísis och regionen Thessalien, i den centrala delen av landet, 220 km nordväst om huvudstaden Aten. Fálani ligger 72 meter över havet och antalet invånare är 3 557.
Terrängen runt Fálani är platt åt sydväst, men åt nordost är den kuperad. Runt Fálani är det tätbefolkat, med 947 invånare per kvadratkilometer. Närmaste större samhälle är Lárisa, 9,4 km söder om Fálani. Trakten runt Fálani består till största delen av jordbruksmark.